# Helvetia (Sunggal)
Helvetia is een bestuurslaag in het regentschap Deli Serdang van de provincie Noord-Sumatra, Indonesië. Helvetia telt 19.066 inwoners (volkstelling 2010).